# القضايا البيئية في البرازيل

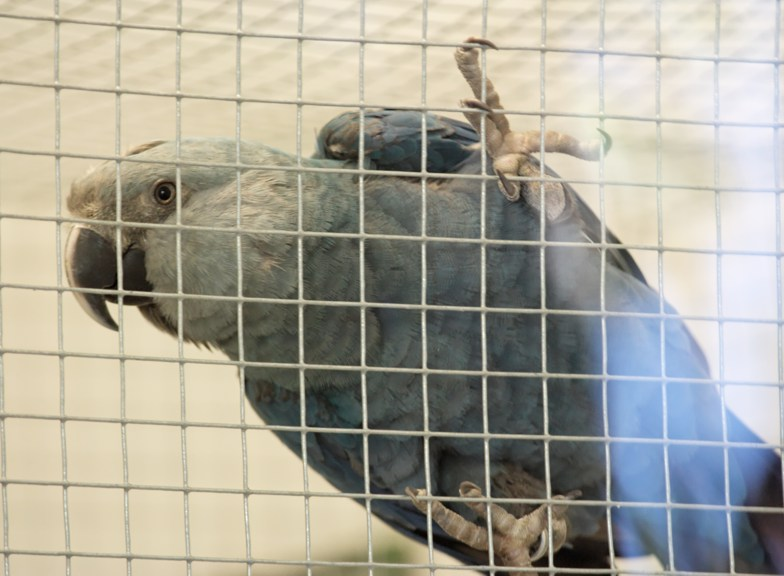

تشمل القضايا البيئية في البرازيل إزالة الغابات، والتجارة غير القانونية للحياة البرية، والصيد غير المشروع، والهواء، وتدهور الأراضي، وتلوث المياه الناتج عن أنشطة التعدين، وتدهور الأراضي الرطبة، واستخدام المبيدات الحشرية، وتسربات النفط الشديدة، وبعض الأمور الأخرى. تُعد البرازيل موطنًا لنحو 13% من جميع الأنواع المعروفة، وهي واحدة من البلاد التي لديها أكثر المجموعات تنوعًا في النباتات والحيوانات على الكوكب. تهدد الآثار الناجمة عن الزراعة والتصنيع في البلاد هذا التنوع البيولوجي.

## إزالة الغابات

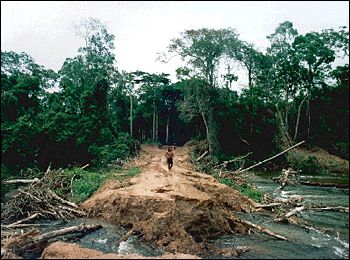
إزالة الغابات في البرازيل

تُعد إزالة الغابات في البرازيل قضية رئيسية؛ حققت البلاد ذات يوم أعلى معدل لإزالة الغابات في العالم. تأتي معظم عمليات إزالة الغابات إلى حد بعيد من أصحاب مزارع الماشية، إذ يزيلون الغابات المطيرة (أحيانًا بشكل غير قانوني وأحيانًا بشكل قانوني)، وذلك لإفساح المجال أمام زراعة الحشائش وإعطاء مواشيهم القدرة على الرعي في هذا الموقع. اتخذ أصحاب مزارع الماشية ومواشيهم طريقًا هامًا، وهو طريق الأمازون السريع.
تُعد إزالة الغابات مصدرًا هامًا للتلوث وفقدان التنوع البيولوجي وانبعاثات الغازات الدفيئة في جميع أنحاء العالم، ولكن السبب الرئيسي في التدهور المحيطي والبيئي للبرازيل هو إزالة الغابات. دُمر أكثر من 600,000 كيلومتر مربع من غابات الأمازون المطيرة منذ عام 1970، وارتفع مستوى إزالة الغابات في المناطق المحمية بغابات الأمازون المطيرة في البرازيل إلى أكثر من 127% بين عامي 2000 و2010. شجعت زيادة الطلب العالمي على الخشب واللحوم وفول الصويا البرازيلي على تدمير غابات الأمازون المطيرة بدرجة كبيرة في الآونة الأخيرة.

## الأنواع المهددة بالانقراض
تُعتبر البرازيل موطنًا لأكثر من 6% من الأنواع المهددة بالانقراض في العالم. وفقًا لتقييم الأنواع الذي أجرته القائمة الحمراء للأنواع المهددة بالانقراض التابعة للاتحاد الدولي لحفظ الطبيعة، حددت القائمة 97 نوعًا في البرازيل ضمن قائمة الأنواع المهددة بالانقراض، والتي تشمل الأنواع المُعرضة للخطر، والأقل عرضة للخطر/قريبة التهديد بالانقراض، والمهددة بالانقراض، والمهددة بالانقراض بشدة. حددت القائمة 769 نوعًا من الأنواع المهددة بالانقراض في البرازيل في عام 2009، ما يجعلها موطنًا للأعداد الكبيرة من الأنواع المهددة بالانقراض في العالم، إذ تحتل المرتبة الثامنة. تسببت إزالة الغابات والتصنيع السريع في هذه الزيادة الكبيرة في البرازيل، بالإضافة إلى البلدان التي سبقتها. لاحظ ذلك كارلوس مينك، وزير البيئة البرازيلي، الذي يذكر أن المناطق المحمية المسكونة بالبشر تفتقر إلى الحماية الأساسية التي تحتاجها. تُعتبر العوامل البيئية المتغيرة مسؤولة إلى حد كبير عن زيادة عدد الأنواع المهددة بالانقراض. يصبح من الواضح أنه يمكن عكس هذه الآثار الضارة عند الأخذ في الاعتبار الآثار الكبيرة التي خلفتها إزالة الغابات والتصنيع عن طريق زيادة التنظيم والسياسة العامة.

## النفايات
يبلغ معدل النمو المستقر لسكان البرازيل 0.83% (في عام 2012)، على عكس الصين أو الهند اللتين تشهدان نموًا حضريًا سريعًا. يتعلق التحدي الذي يواجه إدارة النفايات في البرازيل مع زيادة معدل النمو بشكل متواصل بتوفير التمويل الكافي والتمويل الحكومي. تتخذ السلطات التشريعية والمحلية خطوات لتحسين أنظمة إدارة النفايات في مدنهم الفردية، في حالة عدم كفاية التمويل. يتخذ مسؤولو المدينة هذه الجهود الفردية استجابة لعدم وجود قانون شامل يدير مواد النفايات في البلاد بأكملها. على الرغم من وجود خدمات التجميع، فهي تتركز بالكامل في جنوب وجنوب شرق البرازيل. ومع ذلك، تُنظم البرازيل مواد النفايات الخطرة، مثل: النفط والإطارات والمبيدات الحشرية.
استضافت البرازيل في عام 2014 كأس العالم الذي ينظمه الاتحاد الدولي لكرة القدم. دخلت مبالغ استثمارية كبيرة إلى البلاد نتيجة لذلك، ولا تزال التحسينات في إدارة النفايات تفتقر إلى الأموال حتى الآن. يطوّر القطاعان العام والخاص، وأيضًا الأسواق الرسمية وغير الرسمية، حلولًا محتملة لهذه المشاكل من أجل معالجة عدم وجود مشاركة فيدرالية. تتعاون المنظمات الدولية بالإضافة إلى المسؤولين المحليين في المدن، كما في حالة برنامج الأمم المتحدة للبيئة. يعمل برنامج الأمم المتحدة للبيئة في البرازيل منذ عام 2008 على إنشاء نظام مستدام لإدارة النفايات، والذي يشجع على الحفاظ على البيئة وصيانتها إلى جانب حماية الصحة العامة. تأتي هذه الشراكة بين برنامج الأمم المتحدة للبيئة ومسؤولي المدينة الذين يشكلون مشروع البيئات الخضراء والصحية في ساو باولو. يُمكن للمشروع تشجيع السياسات الموطدة للتغيير البيئي بمشاركة المجتمع. جمع المشروع بالفعل أبحاثًا عن الصرف الصحي في البرازيل، وفقًا لتقرير برنامج الأمم المتحدة للبيئة. تتخذ بعض المدن خطوات واسعة في الإدارة الفعالة لنفاياتها مع مختلف الشراكات والجهات المعاونة، ولكن يجب اتخاذ قرار أكثر شمولًا وحسمًا لخلق مستقبل أكثر استدامة للبلد بأكملها.

### خدمات التجميع
تعد خدمات التجميع حاليًا أكثر بروزًا في المناطق الجنوبية والجنوبية الشرقية من البرازيل. تُستخدم طرق مختلفة لفصل مواد النفايات، مثل الورق والمعادن والزجاج. وفقًا لإدارة النفايات الصلبة المحلية المتكاملة، تتكون النفايات الصلبة في البرازيل من 65% من المواد العضوية، و25% من الورق، و4% من المعدن، و3% من الزجاج، و3% من البلاستيك. يُجرى فصل 50% من هذه المواد من خلال خدمة من الباب إلى الباب، و26% من خلال نقاط التجميع، و43% من خلال جامعي النفايات غير الرسميين في الشوارع، وذلك في 7% من إجمالي البلديات البالغ عددها 405 بلديات في البلاد. حدث انتصار كبير في تجميع النفايات بين عامي 2006 و2008 عندما توسعت خدمات تجميع النفايات في البلاد إلى خدمة مليون شخص إضافي، ما رفع معدل تجميع النفايات المفصولة بين سكان البلاد إلى 14%.

### مكبات القمامة
بينما يتحسن تجميع النفايات في البرازيل بشكل طفيف، إلا أن التخلص النهائي من النفايات يحدث عادةً في مكبات القمامة غير المناسبة. في حين أنه غالبًا ما يُنظر إلى مكبات القمامة على أنها الخيار الأخير للتخلص من النفايات في الدول الأوروبية، وتفضيل أنظمة تحويل النفايات إلى طاقة بدلًا من ذلك، إلا أن البرازيل تُفضل مكبات القمامة وتعتقد أنها طرق فعالة للتخلص من النفايات. أعاق تفضيل مكبات القمامة إنشاء طرق بديلة للتخلص من النفايات. غالبًا ما يكون هذا التردد استجابةً للتكاليف الأولية في حالة تبني حلول جديدة. تكون المحارق على سبيل المثال مُكلفة عند شرائها وتشغيلها وصيانتها وإزالتها، وهي إحدى الخيارات المتاحة لمعظم مدن البرازيل. من المتوقع انخفاض استخدام مكبات القمامة بسبب اللوائح والقوانين الجديدة، وفقًا لدليل إدارة النفايات الصلبة المحلية المتكاملة. يُغلق المزيد من مدافن القمامة لصالح مكبات القمامة الصحية، نظرًا إلى فهم مسؤولي البلديات في البرازيل الأخطار البيئية لمكبات القمامة الموجودة في الهواء الطلق. ومع ذلك، لن تحدث هذه التغييرات السياسية إلا عند توفير التمويل المناسب

### إعادة التدوير
تُعتبر البرازيل رائدة في مجال إعادة تدوير علب الألومنيوم دون تدخل من الحكومة، إذ تُعيد تدوير عشر علب كل عام، وذلك وفقًا للبيانات الصادرة عن الجمعية البرازيلية للنظافة العامة وشركات النفايات الخاصة، بما في ذلك مياه الصرف الصحي. أُعيد تدوير أكثر من 96% من العلب المتوفرة في السوق في عام 2007. يأتي هذا الدور الريادي من جامعي النفايات غير الرسميين الذين يكسبون قوت يومهم عن طريق تجميع علب الألمنيوم. ومع ذلك، تُعتبر إعادة التدوير منخفضة بشكل عام في البرازيل. تُنتج البرازيل 240 ألف طن من النفايات كل يوم. يُعاد تدوير 2% فقط من هذه الكمية مع إلقاء الباقي في مكبات القمامة. أسست الشركات الخاصة في البرازيل منظمة »الالتزام التجاري البرازيلي لإعادة التدوير« في عام 1992، وهي منظمة غير ربحية تشجع على إعادة التدوير والتخلص من النفايات. تصدر المنظمة المنشورات، وتجري البحوث التقنية، وتعقد حلقات دراسية، وتحتفظ بقواعد البيانات. ومع ذلك، يمكن لـ 62% فقط من السكان الوصول إلى تجميع القمامة. إن تجميع المواد القابلة لإعادة التدوير غير شائع، حتى ضمن هذه الأنظمة من التجميع. قدم نجاح جامعي النفايات غير الرسميين أدلة إلى المشرعين والمواطنين، إذ يُمكن لهذه الحلول ذات التقنية المنخفضة والتكلفة المنخفضة والعمالة الكثيفة توفير حلول مستدامة لإدارة النفايات مع توفير فوائد اجتماعية واقتصادية أيضًا.